# Byadarahalli, Hiriyur
Byadarahalli là một làng thuộc tehsil Hiriyur, huyện Chitradurga, bang Karnataka, Ấn Độ.